# Scelotrichia jari
Scelotrichia jari är en nattsländeart som beskrevs av Wells och Huisman 1993. Scelotrichia jari ingår i släktet Scelotrichia och familjen smånattsländor. Inga underarter finns listade i Catalogue of Life.